# 葉民志
葉民志（1964年10月17日—），台灣演員，出道前為汽車銷售員。因為與同事拍攝廣告而被發掘，與沈世朋搭檔的泛亞電信「胖子老鳥與瘦子菜鳥」系列電視廣告紅極一時，但還是保有原來職業，並以《麻辣鮮師》裡的黃中興主任一角爆紅。曾以該劇入圍2002年電視金鐘獎最佳單元劇男配角獎。2010年，因景氣不佳回到汽車銷售的老本行，其後在汐止擔任房屋仲介。

## 戲劇
| 首播時間       | 頻道             | 劇名               | 飾演角色         |
| 2000年7月1日   | 華視             | 麻辣鮮師           | 黃中興           |
| 2002年         | 華視             | 台灣靈異事件       | 多次演出短劇單元 |
| 2003年2月26日  | 八大綜合台       | 我是男子漢         | 葉虎尾           |
| 2005年9月26日  | TVBS-G           | 惡男宅急電         | 大腳             |
| 2006年7月3日   | 緯來綜合台       | Q狼特勤組          | 邵志远           |
| 2007年4月29日  | 中視、八大綜合台 | 18禁不禁           | 季爸爸           |
| 2007年5月6日   | 華視             | 夢醒他鄉是故鄉     | 小梅的丈夫       |
| 2007年6月3日   | 華視、八大綜合台 | 換換愛             | 童寶山           |
| 2007年7月29日  | 台視、三立都會台 | 櫻野三加一         | 武律             |
| 2008年1月30日  | 華視             | 歡喜來逗陣         | 彭風             |
| 2009年1月4日   | 台視、三立都會台 | 敗犬女王           | U Watch雜誌編輯  |
| 2009年9月2日   | 三立台灣台       | 天下父母心         | 鄭光榮           |
| 2010年1月27日  | 公視             | 藍海1加1           | 何光年           |
| 2010年1月31日  | 中視、八大綜合台 | 就想賴著妳         | 工程主任         |
| 2010年7月2日   | 民視             | 新兵日記           | 張宇浩           |
| 2011年4月17日  | 台視、三立都會台 | 醉後決定愛上你     | 度假村經理       |
| 2011年4月22日  | 台視             | 我的完美男人       | 郭部長           |
| 2011年6月5日   | 中視、八大綜合台 | 美樂加油           | 民宿老闆         |
| 2011年7月11日  | 中視             | 我和我的兄弟·恩    | 盧大林           |
| 2011年10月2日  | 華視、東森綜合台 | 真心請按兩次鈴     | 陳正義           |
| 2012年4月6日   | 台視             | 半熟戀人           | 經理             |
| 2012年6月15日  | 中視、八大綜合台 | 智勝鮮師           | 黃中興           |
| 2015年5月2日   | 華視             | 一代新兵之八極少年 | 孔明義           |
| 2016年10月15日 | 八大綜合台       | High 5 制霸青春    | 田會長           |

## 電視電影
| 首播時間 | 首播時間 | 播出頻道   | 片名                    | 飾演角色         | 導演   |
| 2007年   | 1/27     | 緯來電影台 | 小胖的故事              | 小胖的爸爸       | 張哲書 |
| 2007年   | 11/25    | 緯來電影台 | 神鬼高校                | 學校主任- 林志凌 | 張哲書 |
| 2007年   |          | 緯來電影台 | 鬥陣來發財              | 村長             | 張哲書 |
| 2013年   | 5/19     | 緯來電影台 | 我的父親系列-我的富爸爸 | 校長 緯來電影台  | 張哲書 |

## 其他

### 主持
- 傳訊電視大地頻道《超級美食任務》（與沈世朋）
- 傳訊電視大地頻道《特級美食任務》（與鍾欣凌）
- 八大綜合台《食在好味道》

### 專輯
- 《青春真偉大》
- 《有春》

### 廣告
- 泛亞電信

1. 與沈世朋搭檔的「胖子老鳥與瘦子菜鳥」系列廣告代言。
2. 「泛亞雙網預付卡」（2U卡）系列

- 台灣菸酒公司「玉山特級高梁酒」（與沈世朋搭檔）

### MV
- 梁文音 Wen Yin Liang – 《初戀》(飾 爸爸)

## 獎項紀錄
| 年份 | 頒獎典禮      | 獎項         | 入圍                  | 結果 |
| 2002 | 第37屆 金鐘獎 | 單元劇男配角 | 《麻辣鮮師》飾 黃中興 | 提名 |

## 外部連結
- 葉民志的Facebook專頁